# Halveringsmetoden
Halveringsmetoden är en informativ process som i varje steg reducerar hälften av en mängd möjliga alternativ tills ett alternativ utpekats.
En mängd alternativ delas i två mängder på så sätt, att ena mängden av alternativ kan uteslutas från den information som erhålles till exempel från ett test som besvarar frågan: "Finns det rätta alternativet i den eller den halvan?". "Halvorna" kan skilja en enhet i antal alternativ om mängden i något steg inte är jämnt delbart med 2.
Om ingen förhandsinformation finns är halveringsmetoden den som i genomsnitt leder till att snabbast peka ut ett alternativ.[källa behövs]